# Retrato de una joven (Botticelli, 1480-1485)
Este Retrato de una joven que se conserva en el Instituto Städel de Fráncfort del Meno es un cuadro del pintor renacentista italiano Sandro Botticelli, realizado alrededor de 1480-1485. Es una pintura al temple sobre madera que mide 82 cm de alto y 54 cm de ancho. 
La persona retratada se ha identificado como Simonetta Vespucci sobre la base de un retrato realizado por Piero di Cosimo. La atribución a Botticelli es objeto de debate, algunos eruditos consideran que es obra de Jacopo del Sellaio. 
Otros retratos del mismo título realizados por Botticelli se encuentran en la Galería de los Uffizi y en los Staatliche Museen de Berlín.
La mujer retratada se presenta de perfil, pero con el torso girado tres cuartos para garantizar que sea visible el camafeo que luce colgando del collar de oro. La joya es una copia invertida del Sello de Nerón, un famoso sello de cornalina tallada en época de Augusto con el tema de Apolo y Marsias, y que perteneció a Lorenzo el Magnífico.